# Tronco encefalico
Il tronco encefalico (chiamato a volte, erroneamente, “tronco cerebrale”) è una parte dell'encefalo, costituita dal mesencefalo e dal romboencefalo nelle sue parti di ponte di Varolio e midollo allungato o bulbo spinale.
Il cervelletto, pur facendo parte del romboencefalo, non è considerato parte del tronco encefalico. Nel tronco encefalico la sostanza bianca e la sostanza grigia non si distinguono facilmente. Soprattutto nel ponte e nel bulbo le fibre formano la sostanza reticolare, dove si trovano i centri che regolano il ritmo sonno/veglia, la circolazione sanguigna e la respirazione.

## Sezioni del tronco encefalico

### Bulbo o midollo allungato
Risalendo verso il cranio, il midollo spinale si modifica progressivamente e diventa più complesso, per articolarsi infine come midollo allungato o bulbo. A livello di esso si incrociano le vie piramidali. Contiene centri per la regolazione delle funzioni viscerali, respirazione, pressione sanguigna.

### Ponte
Il ponte è una grossa protuberanza del tronco cerebrale, che costituisce parte del pavimento del quarto ventricolo cerebrale, e posteriormente si unisce con il cervelletto tramite il peduncolo cerebellare medio.

### Mesencefalo
Il mesencefalo è formato da tre parti: il tetto, il tegmento e il piede
Il tetto si trova nella parte posteriore del mesencefalo e contiene due collicoli superiori o rostrali e due collicoli inferiori o caudali; questi collicoli hanno l'aspetto di rigonfiamenti e si articolano con i bracci laterali e mediali e i corpi genicolati.
Il tegmento contiene la sostanza nera, responsabile della produzione di dopamina e il nucleo rosso; Il tegmento controlla inoltre alcuni aspetti dell'abilità motoria ed è coinvolto nell'elaborazione di stimoli dolorifici.
Il piede è la parte terminale del mesencefalo, confina con la sostanza nera del tegmento.

## Funzioni
Il tronco è costituito da strutture molto complesse, deputate a svolgere innumerevoli funzioni e a regolarne tante altre, tutte fondamentali per l'essere umano.
È infatti sede dei riflessi e del controllo di molti visceri: dei centri che regolano il respiro, da cui partono i segnali che garantiscono gli automatismi respiratori; dei centri che regolano la temperatura corporea, da cui partono i segnali che mantengono costante la temperatura, in modo da permettere tutti i processi biologici e chimici indispensabili per la vita; di centri di regolazione della circolazione sanguigna
Se questi centri vengono danneggiati, le conseguenze possono condurre l'individuo alla morte cerebrale.

### Le vie motorie discendenti e la funzione motoria del midollo spinale
I sistemi che controllano i muscoli degli arti e del tronco comprendono quattro distinti componenti del sistema nervoso centrale:
1. le vie discendenti e ascendenti
2. nuclei della base
3. cervelletto
4. motoneuroni e interneuroni

I motoneuroni e gli interneuroni formano la seconda componente dei sistemi motori. I motoneuroni e la maggior parte degli interneuroni sono posti nel corno anteriore e nella zona intermedia del midollo spinale, per i muscoli degli arti e del tronco.
I motoneuroni e gli interneuroni per i muscoli della testa, compresi quella della faccia, sono posti nei nuclei motori dei nervi encefalici e nella formazione reticolare.
Il cervelletto e i gangli della base non contengono neuroni che proiettano direttamente ai motoneuroni. Esse agiscono indirettamente sui movimento attraverso i loro effetti sulle vie discendenti.